# Чернушка полевая
Черну́шка полева́я (лат. Nigélla arvénsis) — однолетнее травянистое растение; вид рода Чернушка семейства Лютиковые (Ranunculaceae).

## Распространение и экология
Встречается в Северной Африке (Алжир, Тунис, Ливия, Марокко), в Западной Азии, на Кавказе и практически на всей территории Европы.
Растёт на сорных местах, степных, реже каменистых склонах холмов, в посадках, посевах.

## Ботаническое описание

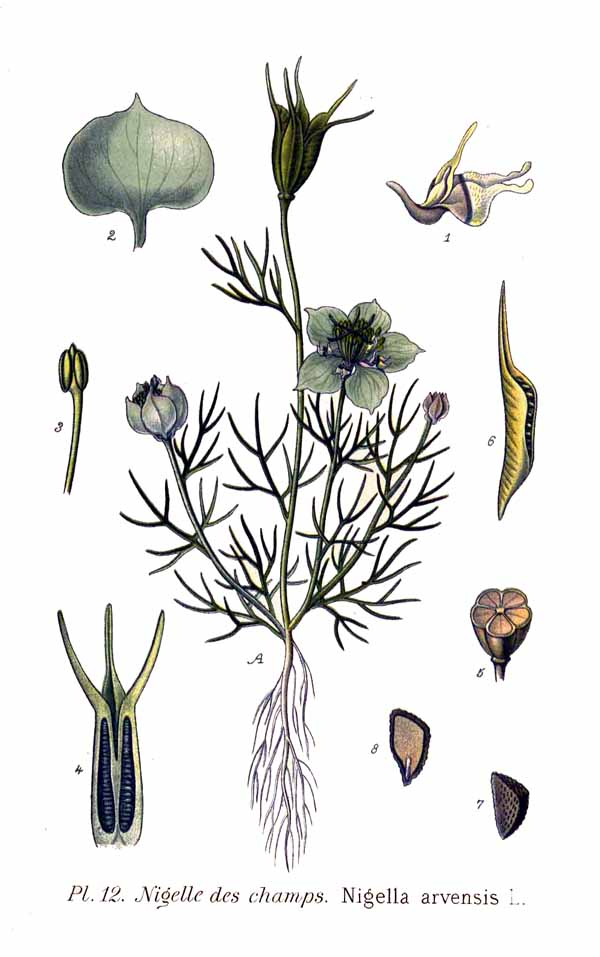

Стебель прямостоячий, разветвлённый, ребристый, высотой 20—50 см, сизо-зелёный, более-менее ветвистый.
Листья длиной 2—4 см, дважды-трижды перисторассечённые на узколинейные дольки.
Цветки крупные; чашелистики округло-обратнояйцевидные, длиной 1,5—2 см, с выступающими жилками; лепестки-нектарники мелкие, на коротких ножках, с двугубой пластинкой, светло-голубые или светло-синие, затем зеленеющие. Формула цветка: {\displaystyle \ast K_{5}\;C_{5-8}\;A_{\infty }\;G_{2-10}}.
Плод — продолговатая листовка с тремя жилками по всей длине. Семена трёхгранные, чёрные, матовые, морщинисто-бугорчатые.
Цветёт в июне — июле. Плоды созревают в августе.

## Хозяйственное значение и применение
В семенах содержится полувысыхающее жирное масло (30—40 %), а также 0,5—1,5 % эфирного масла. У эфирного масла земляничный запах, оно жёлтого цвета с голубой флюоресценцией. В состав его входят терпен и токоферол. В листьях имеется более 0,4 % аскорбиновой кислоты, сапонины. В семенах найдены горькие вещества и гликозид мелантин.
Использование аналогично чернушке посевной — пряные семена в качестве приправы к тесту и кушаньям.

## Классификация

### Таксономия
Вид Чернушка полевая входит в род Чернушка (Nigella) подсемейства Лютиковые (Ranunculoideae) семейства Лютиковые (Ranunculaceae) порядка Лютикоцветные (Ranunculales).
|  |                                      |  |                                                             |                                                             |                     |  | ещё 9 семейств (согласно Системе APG II) | ещё 9 семейств (согласно Системе APG II) |                        |  |  |  | ещё около 40 родов (согласно Системе APG II) | ещё около 40 родов (согласно Системе APG II) |  |  |
|  |                                      |  |                                                             |                                                             |                     |  | ещё 9 семейств (согласно Системе APG II) | ещё 9 семейств (согласно Системе APG II) |                        |  |  |  | ещё около 40 родов (согласно Системе APG II) | ещё около 40 родов (согласно Системе APG II) |  |  |
|  |                                      |  |                                                             | порядок Лютикоцветные                                       |                     |  |                                          |                                          | подсемейство Лютиковые |  |  |  |                                              | вид Чернушка полевая                         |  |  |
|  |                                      |  |                                                             | порядок Лютикоцветные                                       |                     |  |                                          |                                          | подсемейство Лютиковые |  |  |  |                                              | вид Чернушка полевая                         |  |  |
|  | отдел Цветковые, или Покрытосеменные |  |                                                             |                                                             | семейство Лютиковые |  |                                          |                                          | род Чернушка           |  |  |  |                                              |                                              |  |  |
|  | отдел Цветковые, или Покрытосеменные |  |                                                             |                                                             |                     |  |                                          |                                          |                        |  |  |  |                                              |                                              |  |  |
|  |                                      |  | ещё 44 порядка цветковых растений (согласно Системе APG II) | ещё 44 порядка цветковых растений (согласно Системе APG II) |                     |  |                                          | ещё 4 подсемейства                       | ещё 4 подсемейства     |  |  |  | ещё около 25 видов (согласно Системе APG II) |                                              |  |  |
|  |                                      |  |                                                             | ещё 44 порядка цветковых растений (согласно Системе APG II) |                     |  |                                          |                                          | ещё 4 подсемейства     |  |  |  |                                              |                                              |  |  |

### Подвиды
В рамках вида выделяют ряд подвидов:
- Nigella arvensis subsp. aristata (Sibth. & Sm.) Nyman
- Nigella arvensis subsp. arvensis
- Nigella arvensis subsp. brevifolia Strid
- Nigella arvensis subsp. glauca (Boiss.) N.Terracc.